# Maylandia benetos
Espèce
Statut de conservation UICN

 VU D2 : Vulnérable
Maylandia benetos est une espèce de poissons d'eau douce de la famille des Cichlidae endémique du lac Malawi en Afrique. Ce cichlidé fait partie des espèces dites « Mbuna » (ou « M'buna ») ou « poissons brouteurs d'algues du lac Malawi ».

## Répartition
Maylandia benetos est endémique du lac Malawi.

## Description
Maylandia benetos mesure au maximum 81 mm, queue non comprise.

## Aquariophilie

### Reproduction
Cette espèce est incubatrice buccale maternelle, les femelles gardent les œufs, larves et tout jeunes alevins environ trois semaines, protégés dans leur gueule (sans manger ou en filtrant très légèrement les micro-détritus). Les mâles peuvent se montrer très insistants dès les premières maturités sexuelles des femelles, il est préférable de maintenir cette espèce en groupes de plusieurs individus (au moins en « trio » : un mâle pour deux femelles), de manière à diviser l'agressivité d'un mâle dominant sur plusieurs individus. 

### Croisement, hybridation, sélection
Il est impératif de maintenir cette espèce seule ou en compagnie de poissons originaires lac Malawi mais n'appartenant pas au genre Maylandia et ce pour éviter tout croisement. Le commerce aquariophile a également vu apparaitre un grand nombre de spécimens provenant d'Asie notamment et aux couleurs variées ou albinos, obtenus par sélection, hybridation ou autres procédés.

## Systématique
L'espèce Maylandia benetos a été décrite pour la première fois en 1997 par les ichtyologistes américains Jay Richard Stauffer, Nancy Jean Bowers (d), Karen Anne Kellogg (d) et Kenneth Robert McKaye (d) sous le protonyme Metriaclima benetos,.
Maylandia benetos a pour synonyme :
- Metriaclima benetos Stauffer, Bowers, Kellogg & McKaye, 1997

## Étymologie
Son épithète spécifique, du grec ancien benetós, « bleu », fait référence à la teinte bleu clair que prennent les mâles en période de reproduction.

## Publication originale
- (en) Jay R. Stauffer, Nancy J. Bowers, Karen A. Kellogg et Kenneth R. McKaye, « A Revision of the Blue-Black Pseudotropheus zebra (Teleostei: Cichlidae) Complex from Lake Malaŵi, Africa, with a Description of a New Genus and Ten New Species (anglais) », Proceedings of the Academy of Natural Sciences of Philadelphia, Philadelphie, Académie des sciences naturelles de Philadelphie, vol. 148, no 2,‎ 1997, p. 189-230 (ISSN 0097-3157 et 1938-5293, OCLC 1382862, JSTOR 4065053).